# Carlernst Kürten

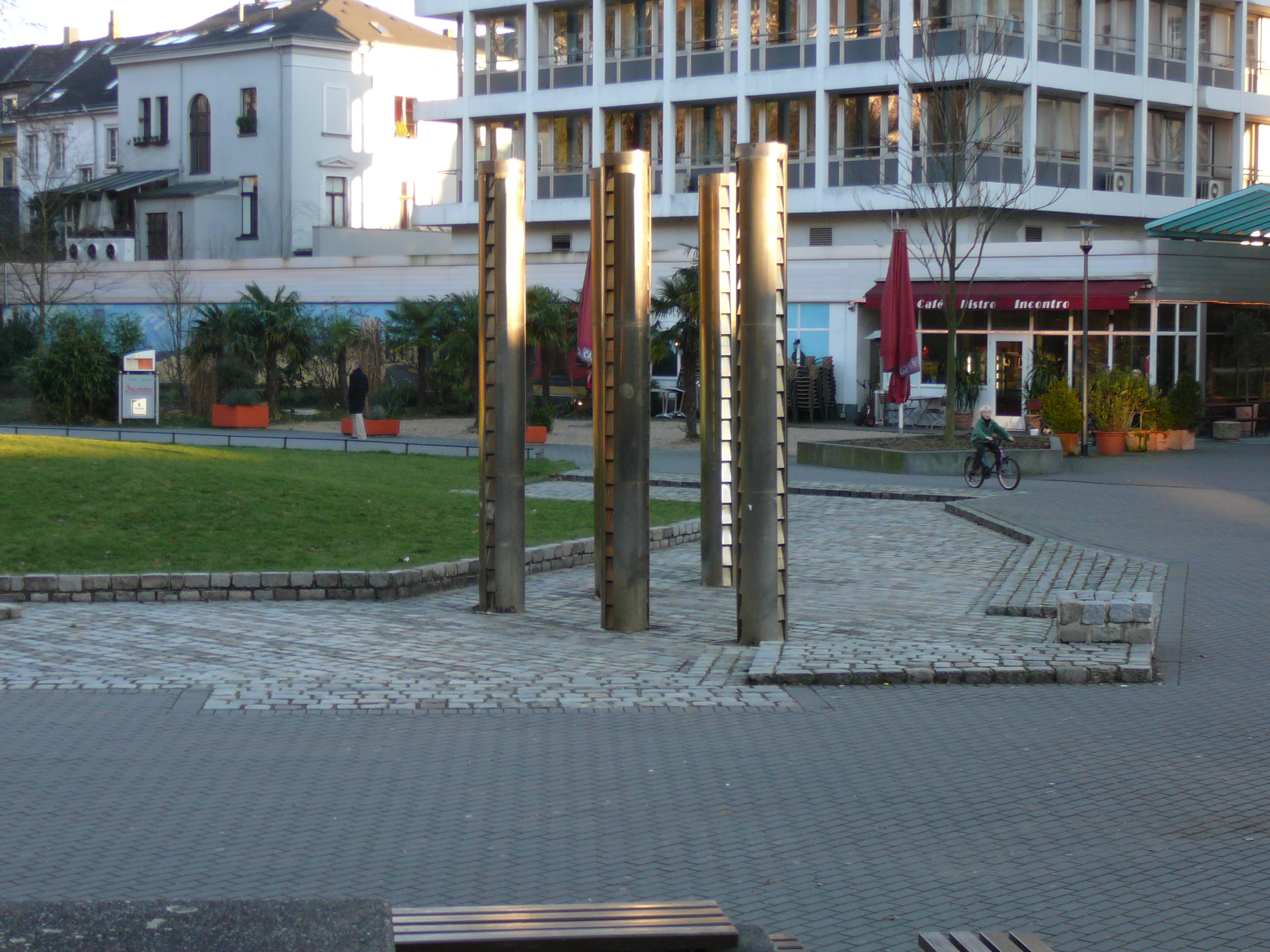
Begehbare Brunnenanlage im Deweerth’schen Garten, Wuppertal

Carlernst Kürten (* 17. April 1921 in Waltrop; † 29. Dezember 2000 in Unna) war ein deutscher Bildhauer.

## Leben und Werk
Carlernst Kürten arbeitete seit 1957 – nach Bildhauerlehre und Studium an den Werkkunstschulen Dortmund und Münster – als freischaffender Bildhauer. Ab dem Jahr 1968 gestaltete Kürten schwerpunktmäßig Werke in Chromnickelstahl. Parallel dazu schuf er Holz- und Bronzeskulpturen und Holzdrucke. Große Freiplastiken und Freiraumgestaltungen von Carlernst Kürten befinden sich in Bochum, Dortmund, Düren, Hagen, Hamm, Holzwickede, Kamen, Kiel, Kleve, Lüdenscheid, Mannheim, Opladen, Unna und Wuppertal; Edelstahlplastiken zudem in Museen und in privaten Sammlungen. Zahlreiche Einzelausstellungen und Ausstellungsbeteiligungen im In- und Ausland sind durch Kataloge dokumentiert.
In seinen letzten Lebensjahren widmete er sich zudem der Malerei und Grafik. Eine überlebensgroße Christusskulptur – Holz, durchschossen, schwarz gefasst – befindet sich seit 1995 in der Feldsteinkirche des Oderbruch-Dorfes Alt Mahlisch, auf dessen Kirchhof Carlernst Kürten bestattet ist. Im Frühjahr 2002 gründete die Stadt Unna in Alte Heide die nach ihrem angesehenen Konstruktivisten benannte Carlernst-Kürten-Stiftung, die im Juni 2002 ihr ambitioniertes Ausstellungsprogramm mit der Werkschau Skulpturen und Grafiken von Carlernst Kürten eröffnete.